# Terra Baixa Hitita

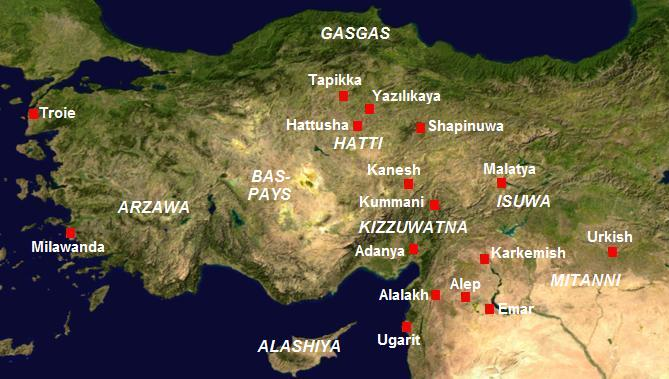
Territori dels Hitites.

La Terra Baixa Hitita era la regió plana que s'estenia al sud d'Hattusa a la zona del Llac de la Sal. Per contra la Terra Alta Hitita era el nom donat a les terres muntanyoses a l'est d'Hattusa.
Es va incorporar al territori hitita des dels inicis de l'imperi antic, i eren una zona de defensa contra les amenaces al país dels hitites des del sud-oest, especialment d'Arzawa. Per això la regió va ser objecte dels atacs d'Arzawa durant el segle xiv aC. A finals del segle el rei de Karkemish, Sarri-Kusuh, fill de Subiluliuma I i germà de Mursilis III, va enviar contingents a la zona, atacada sovint pels arzawans. Aquest contingents van prendre part a la conquesta d'Arzawa.
Al sud i al sud-oest de l'Imperi hitita, les Terres baixes tenien la consideració de zona militar amb finalitats defensives i ofensives, i hi havia de forma permanent un contingent de l'exèrcit que estava sota el comanament d'un governador militar.